# Bronvaux
Bronvaux est une commune française située dans le département de la Moselle en région Grand Est.

## Géographie
|          | Marange-Silvange |       |
| Roncourt | Bronvaux         |       |
|          |                  | Fèves |

### Localisation
Bronvaux est une petite commune rurale du nord-est de la France. Le village se trouve à une quinzaine de kilomètres de Metz. Bronvaux compte à peu près 600 âmes.

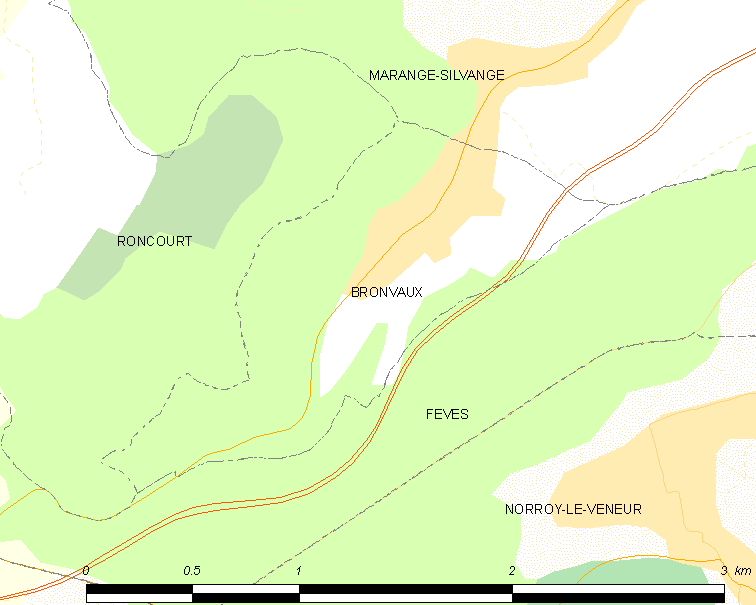
Carte de la commune.

### Géologie et relief
La superficie de la commune est très petite puisqu'elle n'est que de 157 hectares ce qui la classe 237e par sa taille parmi les 36 680 communes de France ; son altitude varie entre 215 et 354 mètres.

### Hydrographie
La commune est située dans le bassin versant du Rhin au sein du bassin Rhin-Meuse. Elle est drainée par le ruisseau le Billeron.
Le Billeron, d'une longueur totale de 15,5 km, prend sa source dans la commune de Saint-Privat-la-Montagne et se jette  dans la Moselle à Hauconcourt, après avoir traversé six communes.

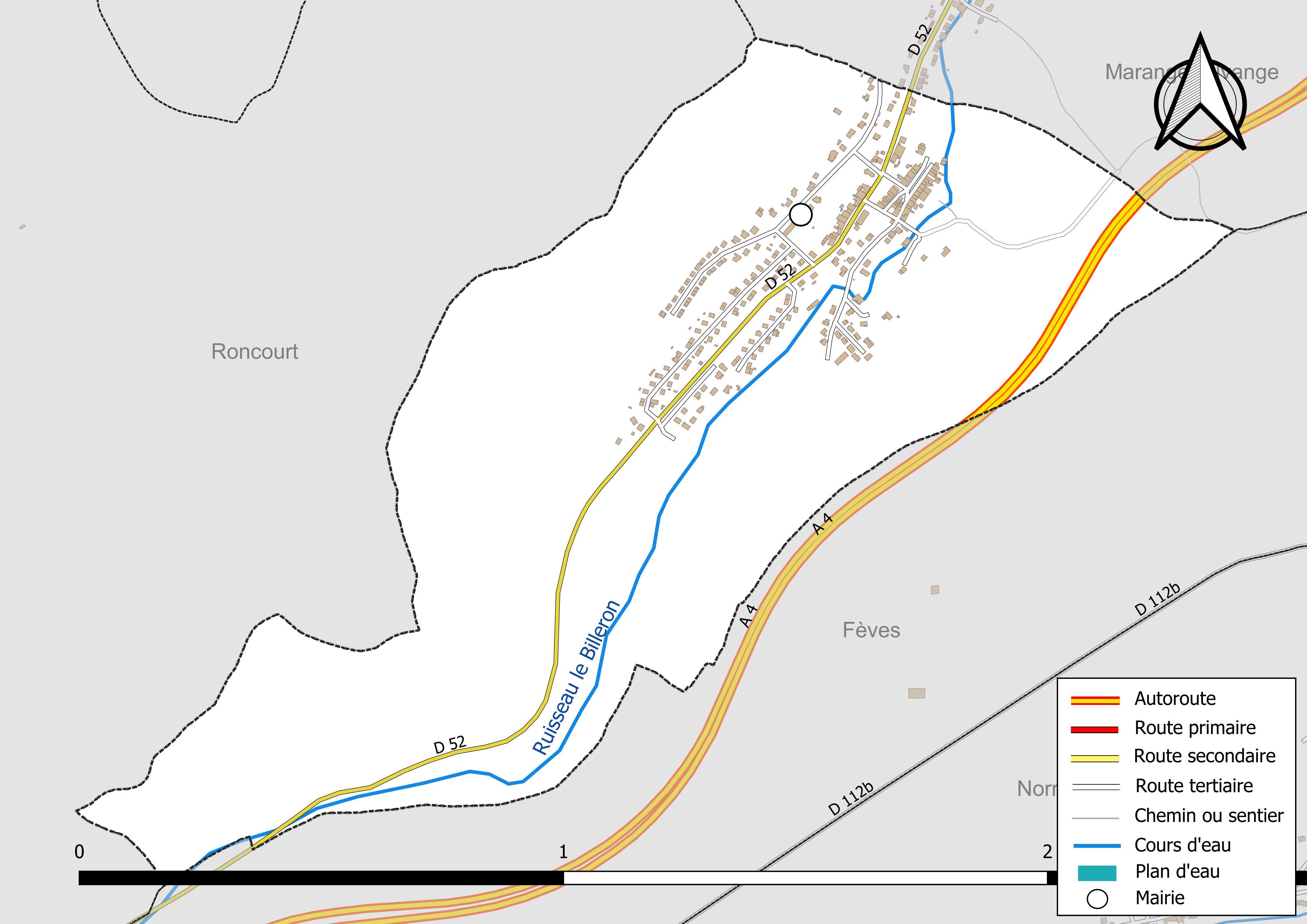
Réseaux hydrographique et routier de Bronvaux.

La qualité du ruisseau le Billeron peut être consultée sur un site spécial géré par les agences de l’eau et l’Agence française pour la biodiversité.

### Climat
Pour des articles plus généraux, voir Climat du Grand Est et Climat de la Moselle.
En 2010, le climat de la commune est de type climat de montagne, selon une étude du Centre national de la recherche scientifique s'appuyant sur une série de données couvrant la période 1971-2000. En 2020, Météo-France publie une typologie des climats de la France métropolitaine dans laquelle la commune est exposée à un climat semi-continental et est dans la région climatique  Lorraine, plateau de Langres, Morvan, caractérisée par un hiver rude (1,5 °C), des vents modérés et des brouillards fréquents en automne et hiver. 
Pour la période 1971-2000, la température annuelle moyenne est de 9,2 °C, avec une amplitude thermique annuelle de 16,5 °C. Le cumul annuel moyen de précipitations est de 817 mm, avec 12,5 jours de précipitations en janvier et 9 jours en juillet. Pour la période 1991-2020, la température moyenne annuelle observée sur la station météorologique de Météo-France la plus proche, « Malancourt », sur la commune d'Amnéville à 8 km à vol d'oiseau, est de 10,2 °C et le cumul annuel moyen de précipitations est de 884,1 mm. 
La température maximale relevée sur cette station est de 39,3 °C, atteinte le 25 juillet 2019 ; la température minimale est de −17,9 °C, atteinte le 5 janvier 1985,,. 
Les paramètres climatiques de la commune ont été estimés pour le milieu du siècle (2041-2070) selon différents scénarios d'émission de gaz à effet de serre à partir des nouvelles projections climatiques de référence DRIAS-2020. Ils sont consultables sur un site spécial publié par Météo-France en novembre 2022.

## Urbanisme

### Typologie
Au 1er janvier 2024, Bronvaux est catégorisée ceinture urbaine, selon la nouvelle grille communale de densité à sept niveaux définie par l'Insee en 2022.
Elle appartient à l'unité urbaine de Marange-Silvange, une agglomération intra-départementale regroupant deux  communes, dont elle est une commune de la banlieue,,. Par ailleurs la commune fait partie de l'aire d'attraction de Metz, dont elle est une commune de la couronne,. Cette aire, qui regroupe 245 communes, est catégorisée dans les aires de 200 000 à moins de 700 000 habitants,.

### Occupation des sols
L'occupation des sols de la commune, telle qu'elle ressort de la base de données européenne d’occupation biophysique des sols Corine Land Cover (CLC), est marquée par l'importance des forêts et milieux semi-naturels (57,1 % en 2018), une proportion identique à celle de 1990 (57,1 %). La répartition détaillée en 2018 est la suivante : 
forêts (57,1 %), prairies (26,1 %), zones urbanisées (16,8 %). L'évolution de l’occupation des sols de la commune et de ses infrastructures peut être observée sur les différentes représentations cartographiques du territoire : la carte de Cassini (XVIIIe siècle), la carte d'état-major (1820-1866) et les cartes ou photos aériennes de l'IGN pour la période actuelle (1950 à aujourd'hui).

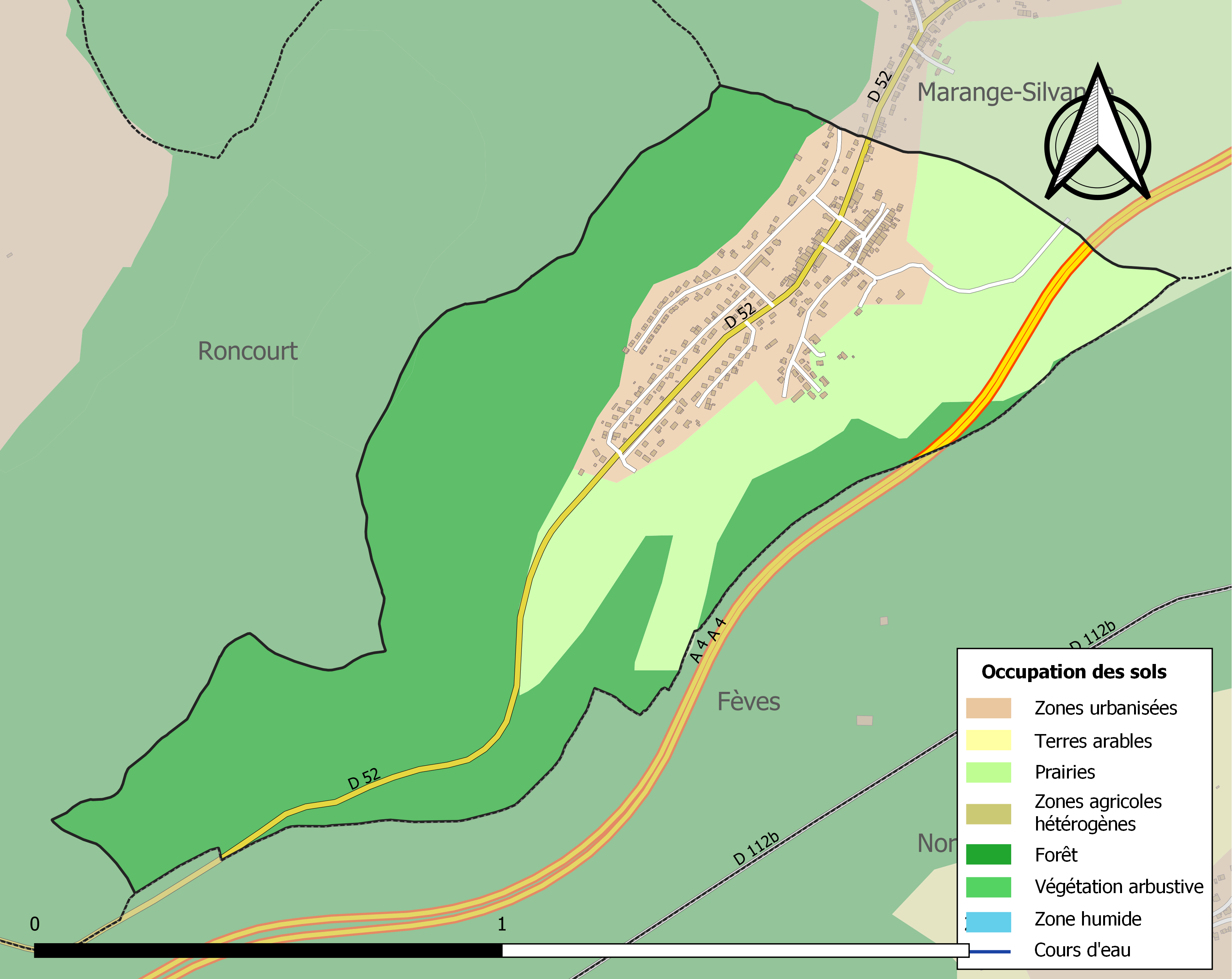
Carte des infrastructures et de l'occupation des sols de la commune en 2018 (CLC).

## Toponymie
Ancien noms:
- 1170 : Buchflet et Bruchflet
- 1186 : Brenval
- 1327 : Brenvault
- 1442 : Bronvaul
- 1443 : Bronvault
- 1544 : Bronval
- 1793 : Bronvaux
- XVIIe siècle : Bronvaul et Bronveaulx (censier de Briey)
- XVIIIe siècle : Broweaux (pouillé de M.)
- 1800 : Bronweaux
- 1823 : Brouvaux
- 1915-1918 : Brunwals
- 1940-1944 : Brauntal
- Buchflet en francique lorrain.

## Histoire
Au Moyen Âge, Bronvaux relevait du duché de Bar comme en témoignent les armoiries communales délivrées par le préfet de la Moselle le 17 avril 1958 :
"deux bars d'or sur fond d'azur (le chapé d'azur - chape de Saint Martin - évoque l'abbaye de Saint-Martin-lès-Metz au Ban-Saint-Martin, propriétaire de la seigneurie), encadrant un grill qui fut rougi au feu pour torturer saint Laurent, patron de la paroisse. Le martyre du diacre de l'Église de Rome eut lieu en 250 à Rome, pour avoir proclamé à l'empereur que "les pauvres étaient les seuls trésors de l'Église", puis de la primatiale de Nancy.
En 1817, Bronvaux est un village de l'ancienne province du Barrois. À cette époque il y a 165 habitants répartis dans 37 maisons.
L'église Saint-Laurent a été construite en l'an II (?) du calendrier révolutionnaire qui couvre la période du 21 septembre 1792 au 19 août 1803 du calendrier grégorien. Elle a été restaurée et agrandie en 1823 car elle menaçait ruine comme le stipule l'ordonnance du roi qui avait autorisé une coupe de bois de dix hectares pour financer ces travaux. Sur plusieurs maisons de la partie basse du village sont gravées au frontispice les dates de 1809, 1812, etc.

## Héraldique
| Blason de Bronvaux | Blason  | D'argent au gril d'azur; chapé d'azur à deux bars adossés d'or |
| Blason de Bronvaux | Détails | Le statut officiel du blason reste à déterminer.               |

## Démographie
L'évolution du nombre d'habitants est connue à travers les recensements de la population effectués dans la commune depuis 1793. Pour les communes de moins de 10 000 habitants, une enquête de recensement portant sur toute la population est réalisée tous les cinq ans, les populations de référence des années intermédiaires étant quant à elles estimées par interpolation ou extrapolation. Pour la commune, le premier recensement exhaustif entrant dans le cadre du nouveau dispositif a été réalisé en 2004.

En 2022, la commune comptait 504 habitants, en évolution de −9,52 % par rapport à 2016 (Moselle : +0,52 %, France hors Mayotte : +2,11 %).
| 1793 | 1800 | 1806 | 1821 | 1836 | 1841 | 1861 | 1866 | 1871 |
| ---- | ---- | ---- | ---- | ---- | ---- | ---- | ---- | ---- |
| 170  | 152  | 155  | 127  | 149  | 149  | 130  | 136  | 128  |

| 1875 | 1880 | 1885 | 1890 | 1895 | 1900 | 1905 | 1910 | 1921 |
| ---- | ---- | ---- | ---- | ---- | ---- | ---- | ---- | ---- |
| 132  | 109  | 140  | 146  | 185  | 233  | 236  | 255  | 178  |

| 1926 | 1931 | 1936 | 1946 | 1954 | 1962 | 1968 | 1975 | 1982 |
| ---- | ---- | ---- | ---- | ---- | ---- | ---- | ---- | ---- |
| 246  | 248  | 207  | 190  | 176  | 304  | 548  | 547  | 562  |

| 1990 | 1999 | 2004 | 2006 | 2009 | 2014 | 2019 | 2022 | - |
| ---- | ---- | ---- | ---- | ---- | ---- | ---- | ---- | - |
| 545  | 595  | 572  | 562  | 535  | 567  | 525  | 504  | - |

## Culture locale et patrimoine

### Lieux et monuments
- L'église Saint-Laurent de Bronvaux, première moitié du XIXe siècle.
- Le monument aux morts.

## Pour approfondir